# Wrightia tokiae
Wrightia tokiae är en oleanderväxtart som beskrevs av D.J.Middleton. Wrightia tokiae ingår i släktet Wrightia och familjen oleanderväxter. Inga underarter finns listade i Catalogue of Life.